# Endoneurium

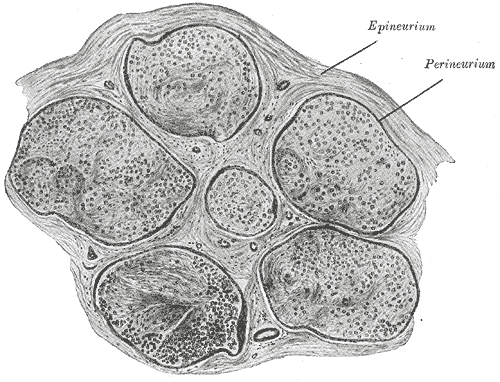
Několik vláken obalených tendoneurinem je pokryto perineuriem a to celé je chráněno pláštěm zvaným epineurium

Endoneurium je vrstvička z pojivové tkáně okolo každého nervového vlákna periferních nervů. Takové vlákno se skládá z axonu a Schwannovy buňky. Endoneurium je tvořeno z tenké vrstvičky retikulárních a kolagenních vláken. Dále se zde nalézají fibroblasty a příležitostné makrofágy. Několik vláken obalených touto vrstvou je pokryto perineuriem a to celé je chráněno pláštěm zvaným epineurium. Celý útvar se pak nazývá periferní nerv.